# بطولة العالم لألعاب القوى داخل الصالات 2003
بطولة العالم لألعاب القوى داخل الصالات 2003 أقيمت في برمنغهام. شارك فيها 583 رياضياً من 131 بلداً. تصدرت الولايات المتحدة جدول الميداليات برصيد 15 ميدالية منها 8 ذهبية.

## الميداليات
| الترتيب | منتخب            | ذهبية | فضية | برونزية | المجموع |
| ------- | ---------------- | ----- | ---- | ------- | ------- |
| 1       | الولايات المتحدة | 8     | 3    | 4       | 15      |
| 2       | روسيا            | 5     | 5    | 2       | 12      |
| 3       | السويد           | 4     | 0    | 0       | 4       |
| 4       | بريطانيا         | 2     | 3    | 2       | 7       |
| 5       | إثيوبيا          | 2     | 0    | 1       | 3       |
| 5       | فرنسا            | 2     | 0    | 1       | 3       |
| 7       | إسبانيا          | 1     | 4    | 1       | 6       |
| 8       | ألمانيا          | 1     | 1    | 2       | 4       |
| 9       | أوكرانيا         | 1     | 1    | 1       | 3       |
| 9       | جامايكا          | 1     | 1    | 1       | 3       |
| 11      | موزمبيق          | 1     | 0    | 0       | 1       |
| 12      | بيلاروس          | 0     | 2    | 1       | 3       |
| 13      | الكاميرون        | 0     | 2    | 0       | 2       |
| 14      | كينيا            | 0     | 1    | 2       | 3       |
| 15      | جزر البهاما      | 0     | 1    | 1       | 2       |
| 15      | كوبا             | 0     | 1    | 1       | 2       |
| 17      | النمسا           | 0     | 1    | 0       | 1       |
| 17      | الدنمارك         | 0     | 1    | 0       | 1       |
| 17      | سانت كيتس ونيفيس | 0     | 1    | 0       | 1       |
| 20      | بولندا           | 0     | 0    | 2       | 2       |
| 21      | البرازيل         | 0     | 0    | 1       | 1       |
| 21      | جمهورية التشيك   | 0     | 0    | 1       | 1       |
| 21      | أيرلندا          | 0     | 0    | 1       | 1       |
| 21      | المغرب           | 0     | 0    | 1       | 1       |
| 21      | هولندا           | 0     | 0    | 1       | 1       |
| 21      | الصين            | 0     | 0    | 1       | 1       |
| 21      | السنغال          | 0     | 0    | 1       | 1       |

## البلدان المشاركة
| - ألبانيا (2) - الجزائر (4) - أنتيغوا وباربودا (1) - أرمينيا (1) - أروبا (1) - أستراليا (5) - النمسا (7) - أذربيجان (1) - جزر البهاما (10) - البحرين (1) - باربادوس (1) - بيلاروس (9) - بلجيكا (2) - بوليفيا (1) - بوتسوانا (2) - البرازيل (9) - بلغاريا (4) - بوركينا فاسو (1) - الكاميرون (3) - كندا (7) - الرأس الأخضر (1) - جزر كايمان (1) - تشاد (1) - تشيلي (1) - الصين (10) - جمهورية الصين (1) - جزر القمر (2) | - ساحل العاج (1) - كرواتيا (3) - كوبا (11) - قبرص (1) - جمهورية التشيك (9) - الدنمارك (3) - مصر (1) - إستونيا (2) - إثيوبيا (5) - فنلندا (5) - فرنسا (23) - جورجيا (1) - ألمانيا (10) - غانا (2) - المملكة المتحدة (34) - اليونان (10) - غرينادا (1) - غواتيمالا (1) - غيانا (1) - هايتي (2) - هونغ كونغ (1) - المجر (7) - آيسلندا (2) - الهند (1) - إندونيسيا (1) - أيرلندا (10) - إسرائيل (1) | - إيطاليا (19) - جامايكا (20) - اليابان (3) - كازاخستان (2) - كينيا (6) - الكويت (1) - قرغيزستان (1) - لاتفيا (2) - لبنان (1) - ليبيريا (1) - ليتوانيا (1) - ماكاو (1) - مدغشقر (1) - مالاوي (1) - ماليزيا (1) - مالي (1) - جزر المالديف (1) - مالطا (2) - جزر مارشال (1) - موريشيوس (1) - المكسيك (1) - مولدوفا (1) - المغرب (9) - موزمبيق (1) - ناميبيا (1) - ناورو (1) - هولندا (10) | - نيوزيلندا (1) - نيجيريا (3) - جزر ماريانا الشمالية (1) - باكستان (1) - فلسطين (1) - بنما (1) - بابوا غينيا الجديدة (1) - باراغواي (1) - بيرو (1) - الفلبين (1) - بولندا (15) - البرتغال (7) - بورتوريكو (1) - جمهورية الكونغو (1) - رومانيا (11) - روسيا (42) - سانت كيتس ونيفيس (1) - سانت فينسنت والغرينادين (1) - السلفادور (1) - ساموا (1) - سان مارينو (1) - ساو تومي وبرينسيب (1) - السعودية (1) - السنغال (2) - صربيا والجبل الأسود (2) - سلوفاكيا (2) - سلوفينيا (10) | - جزر سليمان (1) - جنوب إفريقيا (4) - إسبانيا (27) - سريلانكا (2) - سورينام (1) - إسواتيني (1) - السويد (12) - سويسرا (3) - طاجيكستان (1) - تنزانيا (1) - تايلاند (1) - توغو (1) - ترينيداد وتوباغو (2) - تونس (4) - تركيا (2) - تركمانستان (1) - أوغندا (1) - أوكرانيا (24) - الولايات المتحدة (49) - جزر العذراء الأمريكية (1) - الأوروغواي (1) - أوزبكستان (1) - زامبيا (1) |